# Sammy Basso
Sammy Basso (Thiene ou Schio, 1 de dezembro de 1995 – Asolo, 5 de outubro de 2024) foi um biólogo e portador de progeria italiano, um dos mais velhos sobreviventes da doença. Ele aproveitou sua aparência incomum, resultado de sua doença terminal, para grande vantagem social e emocional, enquanto emprestava um rosto otimista para fazer campanha por uma doença genética extremamente rara, com risco de vida e terminal. Os sofredores de progeria geralmente morrem no início da adolescência. Basso também participou de ensaios clínicos para os quais realizou pesquisas.

## Primeiros anos e educação
Basso nasceu em 1995 em Thiene ou Schio, Itália, e cresceu em Tezze sul Brenta, uma pequena cidade perto de Veneza. Aos 2 anos, ele foi diagnosticado com progeria, também conhecida como síndrome de Hutchinson-Gilford, uma doença genética rara que acelera o envelhecimento. No mundo, apenas 130 casos de progeria foram reconhecidos. Desde os 5 anos, ele era amigo de Sam Berns, uma pessoa com a mesma condição. Apesar dos desafios, sua família o incentivou a frequentar a escola e participar de atividades cotidianas. Ele obteve um mestrado em biologia molecular, contribuindo para esforços significativos de pesquisa voltados para a compreensão e tratamento da doença.

### Juventude
Através de pesquisas na Internet, a família de Basso encontrou uma associação americana, a Sunshine Foundation, e em 2000 começou a participar das reuniões mundiais que organiza todos os anos para famílias com crianças com progeria. Além disso, a família também começou a participar de reuniões europeias organizadas pela associação holandesa Progeria Family Circle em 2002. Nas reuniões organizadas pelas Associações Americanas, são incentivados os intercâmbios entre as famílias das crianças afectadas por esta doença, enquanto nas reuniões das Associações Europeias é possível encontrar famílias e médicos que lidam com progeria: as várias associações desempenham um papel central na promoção do intercâmbio de conhecimentos entre médicos e médicos, na comunicação entre médicos e pais e na partilha de experiências entre pais. Basso formou-se no Liceo Scientifico Jacopo Da Ponte em Bassano del Grappa.
Logo após sua formatura, Basso fez uma viagem aos Estados Unidos com seus pais, Laura e Amerigo, e seu amigo Riccardo, viajando junto EUA. Rota 66 de Chicago para Los Angeles. Basso documentou esta viagem escrevendo o livro Il viaggio di Sammy (A Jornada de Sammy), e gravação de alguns episódios que foram transmitidos pelo Nat Geo Pessoas canal. No ano lectivo de 2014–2015, inscreveu-se no Física programa de graduação no Universidade de Pádua; seu sonho, uma vez que ele tinha completado seus estudos, era trabalhar em CERN em Genebra.
Em 13 de fevereiro de 2015, Basso foi convidado como convidado para a 65a edição do Festival de Música de Sanremo falando sobre sua doença. Em 2016, ele se matriculou em um programa de graduação em Ciências Naturais com a intenção de pesquisar mais progeria uma vez que ele tinha completado seus estudos. Ele se formou com um Bacharel em Ciências e licenciatura em ciências naturais com 110 cum laude em 17 de julho de 2018, e ele obteve um Mestrado em Ciências grau em Biologia Molecular em inglês em 24 de março de 2021. Em 7 de junho de 2019, ele recebeu a insígnia da Cavalaria do Ordem de Mérito da República Italiana dos quais ele foi premiado motu proprio pelo presidente italiano Sergio Mattarella.

## Contribuições para a pesquisa científica
Durante sua primeira viagem aos Estados Unidos, os pais de Basso tiveram a oportunidade de conhecer os pais de Sam Berns, outro garoto que sofria de progeria e cujos pais levaram à criação da Progeria Research Foundation. Na ocasião, a família Basso contribuiu para a ativação de um banco de linhagens celulares que podem ser utilizadas por aqueles que desejam realizar pesquisas sobre progeria. Essa disponibilidade aliada ao avanço dos estudos sobre a doença levou, em 2003, à descoberta do gene afetado pelas mutações responsáveis pela progeria. Essa patologia se deve à mutação do gene LMNA responsável pela produção de duas proteínas: as lâminas A e C; a mutação causa a produção de lâminas A truncadas, chamadas progerinas, que causam o envelhecimento precoce típico da doença.
Em 2006, a família Basso se juntou a um programa de estudo clínico de progeria no National Institutes of Health em Bethesda, Maryland, onde o Human Genome Research Institute (NHGRI) está sediado. Naquele centro, a coleta completa de dados sobre os órgãos e aparelhos de Basso foi realizada pela primeira vez para fins de pesquisa. Como resultado deste programa, um medicamento experimental, Lonafarnib, um inibidor da transferase, foi desenvolvido que pode ser capaz de retardar o curso da doença. Isso permitiu que o primeiro estudo clínico de 28 crianças (incluindo Basso) com progeria fosse realizado em Boston em 2007. Isso foi seguido por um segundo, também em Boston, e um terceiro em Marselha.

## Morte e legado
No dia anterior à sua morte, Basso estava se comunicando ativamente. Ele entrou em colapso e morreu devido a suspeitas de complicações cardiovasculares em 5 de outubro de 2024, aos 28 anos. Francis Collins, colega de pesquisa sênior e companheiro de Basso, disse: "Todos nós sabíamos que Sammy tinha uma circunstância terrível que não lhe permitiria viver uma vida plena. Mas ele era tão vibrante. Ele era tão vivo. Ele era tão engajado, eu fiquei tão atordoado". Em um nível pessoal, Basso chamou a progeria de "uma pequena parte da minha vida, porque afeta apenas o corpo".